# Universal Periodic Review
Universal Periodic Review (UPR) är en mekanism inom FN:s råd för mänskliga rättigheter vars syfte är att förbättra de mänskliga rättigheterna inom de 193 medlemsländerna. I cykler om vart 5:e år blir varje medlemsland inspekterat genom att 42 medlemsländer granskar de för året utvalda medlemsländerna. Granskningarna sammanställs i en rapport där respektive medlemsland som granskats (SuR, State under Review) får rekommendationer som kan implementeras för att förbättra tillståndet gällande de mänskliga rättigheterna i landet. UPR-rapporteringen skapade 2006 av FN:s generalförsamling och är en sammanställning av såväl statens egna utredning, FN:s externa utredning och lokala aktörers utredningar så som NGO:er. Sammanställningen presenteras sedan under ett kortare möte där den granskade medlemsstaten får möjlighet att presentera sin rapport och kommentera rekommendationerna. De granskande länderna får i sin tur möjlighet att ställa frågor. Den granskade staten kan antingen acceptera en rekommendation eller notera den, vilket i praktiken innebär att medlemsstaten inte accepterar den.

## Sverige och UPR
2020 riktades kritik mot Sverige då 50 medlemsländer ansåg att Sverige inte gjorde tillräckligt för att bekämpa hatpropaganda, hatbrott och diskriminering. Likaså menade MR-rådet att Sverige är i behov av en institution för mänskliga rättigheter. Institutionen rekommenderas Sverige för första gången 2010. Utöver detta rekommenderades även Sverige att bättre förebygga mäns våld mot kvinnor, att bättre lyfta det samiska språket och att upprätta ett alternativ till häktning i väntan på rättegångar. 2015 fick Sverige kritik gällande det sexuella våldet mot kvinnor, samt det ökande våldet mot funktionsvarierade. Likaså kritiserades Sverige för den etniska diskrimineringen som får människor att stå utanför arbetsmarknaden.